# Landolphia togolana
Landolphia togolana is een plantensoort uit de maagdenpalmfamilie (Apocynaceae). Het is een stevige klimplant en kan ongeveer 5 meter hoog worden. De stengels kunnen een dikte bereiken tot 15 centimeter in doorsnee. De plant hecht zich vast door middel van ranken.
De soort komt voor in tropisch Afrika, van Ivoorkust tot in Nigeria. Hij groeit meestal in bossen met open begroeiing en in savannebossen.
De plant levert een harsachtige latex op die gewonnen wordt uit de stengels, maar deze is van slechte kwaliteit.